# Paugnang Island
Paugnang Island – niezamieszkana wyspa w Cieśninie Davisa, w Archipelagu Arktycznym, w regionie Qikiqtaaluk, na terytorium Nunavut, w Kanadzie. W pobliżu Paugnang Island znajdują się wyspy: Block Island (6 km), Padloping Island (8,9 km), Durban Island (12,6 km) i Qaqaluit Island (19,5 km).